# Mamadou Bah
Mamadou Bah (Singapore, 31 ottobre 1979) è un ex calciatore singaporiano, di ruolo difensore.